# Tyrone Power
Tyrone Edmund Power III, född 5 maj 1914 i Cincinnati, Ohio, död 15 november 1958 i Madrid, Spanien, var en amerikansk skådespelare. Från 1930- till 1950-talet medverkade Power i en mängd filmer, ofta i så kallade "swashbucklerroller" eller som förste älskare. Hans mest kända filmer inkluderar Zorros märke (1940), Blod och sand (1941), Den svarta svanen (1942), Erövraren från Kastilien (1947), Skälmarnas furste (1949), Svarta rosen (1950) och Åklagarens vittne (1957). Powers egen favoritfilm, bland de han spelat in, var Mardrömsgränden (1947). Även om Tyrone Power i stor utsträckning var matinéidol under 1930- och början på 1940-talet, känd för sitt slående stiliga utseende, spelade Power med i filmer i ett antal olika genrer, från drama till lätt komedi. På 1950-talet började han begränsa antalet filmroller, för att istället kunna ägna mer tid åt teatern.

## Biografi
Powers farfarsfar var en berömd irländsk skådespelare, Tyrone Power (1797-1841). Fadern hette också Tyrone Power, Sr. (1869-1941); denne skickades iväg av familjen till Florida som 17-åring för att lära upp sig inom citrusfruktbranschen, men blev istället en känd turnerande matinéidol.
Tyrone Power, Jr. stod på scen redan i tonåren och hade småroller i filmer redan från tidígt 1930-tal. Mycket på grund av sitt fördelaktiga utseende fick han sitt stora genombrott 1937 i Lloyds of London. Hans karriär som tjusig, romantisk älskare fick ett avbrott under andra världskriget från 1942 till hans hemförlovning 1945; då hade hans popularitet minskat. Han försökte sig nu på litet mer dramatiska roller, men började mer och mer ägna sig åt teatern.
Power avled av en hjärtattack, vid 44 års ålder, 1958. Under inspelningen av filmen Salomo och drottningen av Saba i Madrid.  
Tyrone Power var gift tre gånger, bland annat med skådespelaren Linda Christian. Han hade tre barn, döttrarna Romina och Taryn och sonen Tyrone.
Han medverkade totalt i ett femtiotal filmproduktioner.
Power är begravd på Hollywood Forever Cemetery i Los Angeles.

## Filmografi i urval
- 1936 – Lloyd's of London
- 1936 – Förälskade kvinnor
- 1937 – In Old Chicago
- 1937 – Min frus man... och jag
- 1937 – Åh, en sån fästman!
- 1938 – Suez
- 1938 – Marie Antoinette
- 1938 – Alexanders ragtime band
- 1939 – Utanför lagen
- 1939 – När regnet kom
- 1939 – Andra fiolen
- 1940 – Zorros märke
- 1940 – Nattens Vargar
- 1940 – Mormonernas kamp
- 1941 – Blod och sand

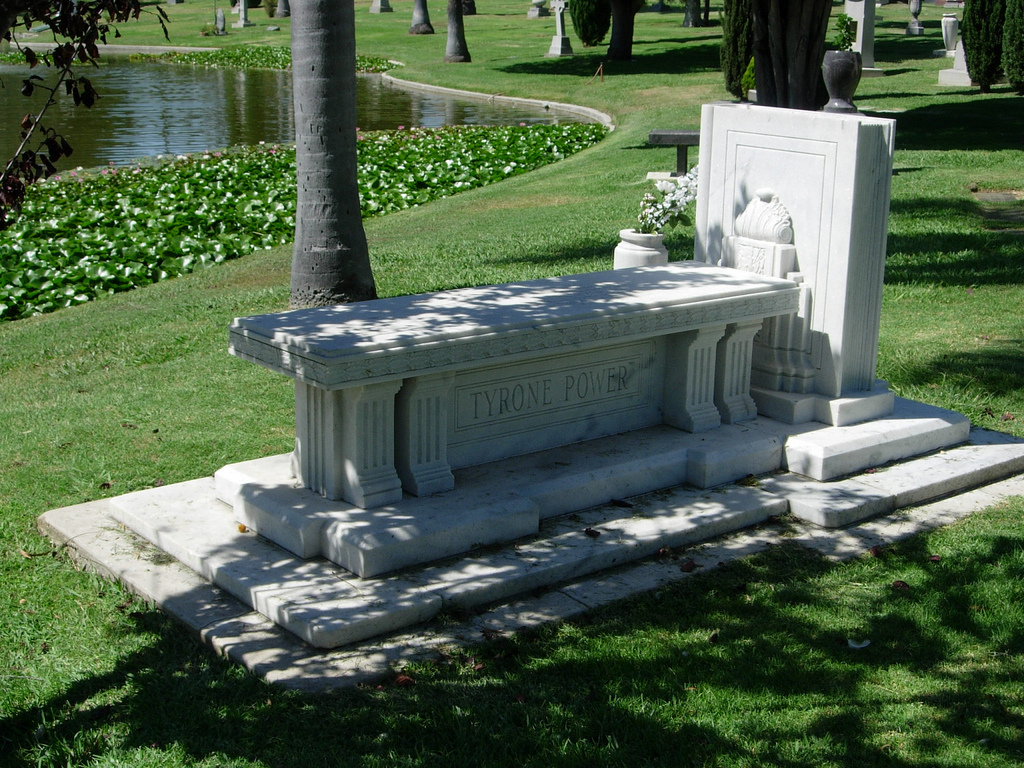
Tyrone Powers grav i Hollywood.
Foto: Alan Light

- 1941 – En yankee flyger till London
- 1942 – Den svarta svanen
- 1942 – Flykten till Söderhavet
- 1943 – Rivalerna
- 1946 – Den vassa eggen
- 1947 – Mardrömsgränden
- 1947 – Erövraren från Kastilien
- 1948 – Jag älskar dig, usling!
- 1949 – Skälmarnas furste
- 1950 – Svarta rosen
- 1950 – Hjälten från Filippinerna
- 1951 – Våld
- 1951 – Jag glömmer dej aldrig
- 1952 – Röde ryttaren
- 1952 – Uppdrag i Trieste
- 1953 – The Mississippi Gambler
- 1955 – Den långa paraden
- 1956 – Musik under stjärnorna
- 1957 – Månen går upp
- 1957 – Solen har sin gång
- 1957 – Åklagarens vittne

## Teater

### Roller
| År   | Roll            | Produktion                               | Regi              | Teater                        |
| ---- | --------------- | ---------------------------------------- | ----------------- | ----------------------------- |
| 1955 | Richard Gettner | The Dark Is Light Enough Christopher Fry | Guthrie McClintic | ANTA Playhouse, New York, USA |